# Piłka nożna w Armenii
Piłka nożna (orm. ֆուտբոլ futˈbɔl) jest najpopularniejszym sportem w Armenii. Jej głównym organizatorem na terenie Armenii pozostaje Hajastani Futboli Federacja (HFF).

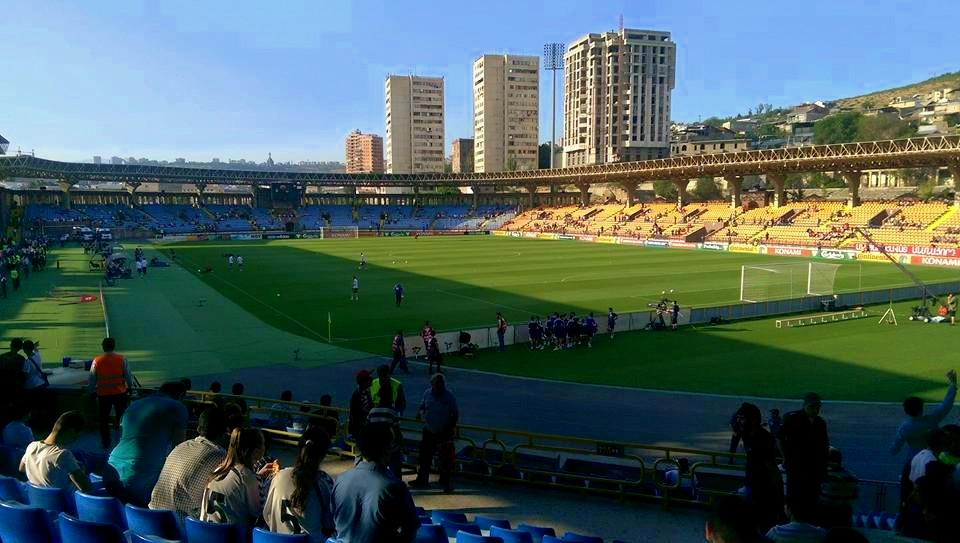
Stadion Republikański im. Wazgena Sarkisjana, arena domowa reprezentacji narodowej

Według stanu na 1 listopada 2021 roku Sarkis Howsepian i Roman Berezowski mają odpowiednio 133 i 94 występów reprezentacyjnych, a Henrich Mychitarian strzelił 31 bramek w barwach reprezentacji Armenii.
W ormiańskiej Barcragujn chumb grają takie znane kluby świata, jak Ararat Erywań, Piunik Erywań, Szirak Giumri i Alaszkert Erywań.

## Historia

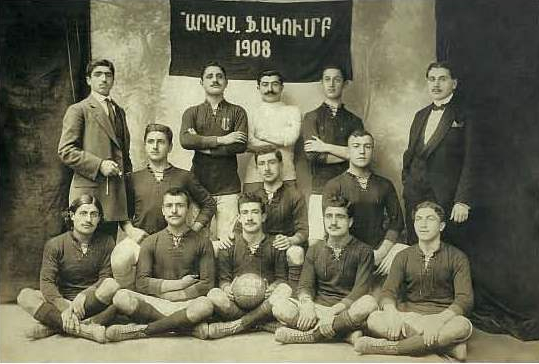
Araks FC, Konstantynopol, lata 1910.

Piłka nożna zaczęła zyskiwać popularność w Armenii na początku XX wieku. Pierwsze ormiańskie kluby piłkarskie powstały w Konstantynopolu, Smyrnie i wielu innych miastach Imperium Osmańskiego.
Pierwszy mecz pomiędzy armeńskimi i tureckimi drużynami zanotowano w 1906 roku. Ormiański klub Balta-Liman (po dzielnicy Konstantynopola, obecnie Baltalimanı) spotkał się z Galatasarayem. Później rozwiązano Balta-Liman i powstały dwa nowe kluby: Araks i Tork, a potem następne. Po rewolucji październikowej 1917 w Rosji na Armenię z zachodu i wschodu napadli Turcy. W 1920 roku Turcja zajęła większość jej terytorium, bolszewicy wcielili pozostałą część do Związku Radzieckiego. 29 listopada 1920 została utworzona Armeńska SRR, która była częścią państwa radzieckiego przed powstaniem ZSRR 30 grudnia 1922, od 12 marca 1922 razem z Gruzją i Azerbejdżannem wchodziła w skład ZSRR jako część Zakaukaskiej Federacyjnej SRR, a 5 grudnia 1936 weszła w skład ZSRR bezpośrednio.
Pierwsza edycja mistrzostw Zakaukaskiej FSRR startowała w sezonie 1924, w której 3 drużyny z republik zakaukaskich walczyły o tytuł mistrza. Jednak w pierwszej edycji mistrz nie został wyłoniony. W kolejnych dwóch edycja 1926 i 1927 reprezentacja Azerbejdżańskiej SRR zdobyła mistrzostwo Zakaukaskiej FSRR. Następnie rozgrywki z przerwami organizowane były do 1935 roku. 
W 1925 ormiańscy uchodźcy z Turcji założyli w Erywaniu pierwszy na terenie Armenii klub piłkarski Nairi, w 1934 roku w Giumri powstał Karmir Drosz, a potem następne. W 1934 po raz pierwszy startowały mistrzostwa wśród klubów. Potem od 1936 mistrzostwa Armeńskiej SRR rozgrywane spośród drużyn towarzystw sportowych pomiędzy ormiańskimi zespołami, które nie uczestniczyli w rozgrywkach Mistrzostw ZSRR. W sezonie 1941 mistrzostwa Armeńskiej SRR zostały zawieszone tak jak w końcu czerwca nastąpiła okupacja niemiecka. W 1945 ponownie startują mistrzostwa Armeńskiej SRR. W latach 1990–1991 mistrzem Armeńskiej SRR zostawał klub, który zwyciężał w Drugiej Niższej Ligie, strefie 2 (ormiańskiej) Mistrzostw ZSRR. To nie były pełnowartościowe mistrzostwa tak jak najlepsze kluby kraju uczestniczyły w mistrzostwach ZSRR.
W lipcu 1990 Armenia ogłosiła niepodległość, potwierdzoną w referendum 21 września 1991.
Po założeniu ormiańskiej federacji piłkarskiej – HFF w 1992 roku, rozpoczął się proces zorganizowania pierwszych rozgrywek o mistrzostwo Armenii. W sezonie 1992 startowała pierwsza edycja rozgrywek o mistrzostwo kraju. W Barcragujn chumb (Wyższa Liga) 24 drużyn walczyło systemem ligowym w dwóch grupach o tytuł mistrza kraju. W drugiej rundzie po 6 najlepszych zespołów zmagały się w grupie mistrzowskiej. Szirak Giumri i Homenetmen Erywań ex aequo zostali mistrzami Armenii.

## Format rozgrywek ligowych
W obowiązującym systemie ligowym trzy najwyższe klasy rozgrywkowe są ogólnokrajowe (Barcragujn chumb, Araczin chumb, Jerkrord chumb). Dopiero na czwartym poziomie pojawiają się grupy regionalne.

## Puchary
Rozgrywki pucharowe rozgrywane w Armenii to:
- Puchar Armenii (Հայաստանի Անկախության Գավաթ),
- Superpuchar Armenii (Հակոբ Տոնոյանի անվան Սուպերգավաթ) - mecz między mistrzem kraju i zdobywcą Pucharu.